# Верникос, Виктор
Виктор Верникос Йоргенсен (греч. Βίκτορ Βερνίκος Γιούργκενσεν, род. 23 октября 2006 г. в г. Афины, Греция) — греко-датский певец и автор песен. Представитель Греции на конкурсе песни Евровидение 2023 с песней «What They Say» («О чём они говорят»).

## Биография
Виктор Верникос родился в октябре 2006 года в Афинах, в семье отца-датчанина и матери-гречанки. Он начал брать уроки игры на фортепиано в возрасте четырёх лет, пения — в восемь, а игры на гитаре — в десять. Он начал писать свои собственные песни в возрасте одиннадцати лет и продюсирует собственную музыку с 2021 года. В 2021 году Верникос впервые выпустил песню, которая была написана и спродюсирована полностью им самим.
В 2022 году Верникос объявил, что он представил песню греческой общественной телекомпании ERT для рассмотрения в качестве возможной заявки на конкурсе песни Евровидение 2023 . 28 декабря 2022 года стало известно, что его песня «What They Say» вошла в число семи номеров, вошедших в шорт-лист. Впоследствии он вошёл в тройку последних кандидатов. 30 января 2023 года ERT объявило, что Верникос был выбран представлять Греции на конкурсе песни «Евровидение-2023». Он стал самым молодым артистом, представлявшим Грецию на конкурсе песни «Евровидение».

## Дискография

### Синглы
- 2020 — «Apart»
- 2021 — «Fake Club»
- 2021 — «Hope It’s in Heaven»
- 2022 — «Youthful Eyes»
- 2022 — «Mean To»
- 2022 — «Out of This World»
- 2022 — «Brutally Honest with You»
- 2023 — «What They Say»